# Pride de nuit
Pride de nuit (în romănâ, parada de pride nocturnă) sunt demonstrații de protest organizate de persoanele LGBTI. În comparație cu marșurile Pride care sunt considerate depolitizate, Pride de nuit este un protest alternativ. Conceptul de parade de pride nocture se găsește în special în Franța și în contextul mișcărilor alternative franceze.
Mișcarea a fost lansată de ACT UP, OUTrans, Femmes en Lutte 93 și alte asociații din Paris în anul 2015, opunându-se a ceea ce ei au perceput ca fiind o depolitizare a marșurilor Pride și pierderea autonomiei lor împotriva puterilor publice și a capitalismului roz.
În Paris au fost organizate alte două ediții în 2016 și 2017, deși în 2018 au decis să nu convoce un al patrulea protest pentru a evita convertirea lui într-un eveniment simbolic instituționalizat care să nu conducă la alte acțiuni. Cu toate acestea, din 2016, mișcarea a fost deja extinsă și în alte orașe franceze, precum Toulouse, Lyon sau Nisa.
Există acțiuni similare și în alte țări, mai ales în contextul mișcării Gay Shame.